# 立澤真明
立澤 真明（たつざわ まさあき、1987年10月31日 - ）は日本の俳優、タレント。

## 人物
身長は170cm。かつてスマイルモンキーに所属していた。
趣味は走る事と将棋。特技は陸上、水泳。将来の夢は「人を感動させることができる役者」。
2005年に出演した「野ブタ。をプロデュース」の公式サイト内で推薦で大学（日本大学芸術学部）に合格した事を明かしている。

## 出演
- 天才てれびくん（NHK教育テレビ）
  - 転校生マオ - ユウマ 役
  - ザ・ゴーストカンパニー - 千賀ブラッド満 役
- 家族になろうよ!（1999年2月1日 - 3月19日、TBS） - 真船聡 役
- ブースカ! ブースカ!!（1999年10月2日 - 2000年6月24日） - 主演・頓田俊作 役
- トゥトゥアンサンブル
- 愛と青春の宝塚 - 少年期の手塚治虫 役
- 茶の味
- ごくせん
- 次郎長背負い富士
- 野ブタ。をプロデュース - 矢沢恭平 役
- マイ☆ボス マイ☆ヒーロー - 2年B組生徒（役名不明） 役
- 東京学生映画祭出展作品「ひと・となり」